# سیکلید پروانه‌ای آفریقایی
سیکلید پروانه‌ای آفریقایی (نام علمی: Anomalochromis) نام یک ماهی از سرده‌ای از ماهیان و از خانواده سیکلیدها است که تنها دارای یک تک‌گونه با نام علمی Anomalochromis thomasi یا همان سیکلید پروانه‌ای آفریقایی است.
این ماهی یک سیکلید کوچک به طول حدود ۶–۸ سانتیمتر (۲٫۴–۳٫۱ اینچ) است. زیستگاه طبیعی این سیکلید عمدتاً رودها و نهرهای کوچک در کشورهای سیرالئون، لیبریا و گینه است. این ماهی معمولاً در آبهایی با مقدار کمی اسیدی و غنی از اکسیژن با دیگر سرده‌های سیکلیدهای غرب آفریقا مانند گوهرماهی و کریب رنگین کمانی یافت می‌شوند.
این گونه در نهرهای جنگلی قهوه‌ای رنگ، که سایه گیاهان انبوه آویزان روی آب افتاده است، آبی که به شدت با تانن‌های مواد آلی در حال پوسیدگی آغشته و آمیخته‌شده و مانند چای به رنگ قهوه‌ای می‌شود، یافت می‌شود. در این جریان‌ها دمای آب می‌تواند در فصل خشک به ۳۰ درجه سلسیوس (۸۶ درجه فارنهایت) برسد. این ماهی می‌تواند زمانی که در استرس است یا در صورت بروز اختلال در شرایط فیزیکی آب خود را در گل‌ولایی گاهی به عمق ۳۰ سانتیمتر دفن کند. آنها جفت‌هایی را تشکیل می‌دهند که در زیرلایه‌های زیرین تخم‌ریزی می‌کنند. این جفت‌ها دارای قلمرو هستند، ماده محل تخم‌گذاری را روی یک برگ یا سنگ مسطح انتخاب می‌کند که خود به همراه جنس نر آن را تمیز می‌کنند و پس از تخم‌گذاری عمدتاً توسط جنس ماده مراقبت می‌شود، اگرچه نر هم گاهی به او در این کار کمک می‌کند. پس از بیرون آمدن از تخم، بچه‌ها به یکی از چند گودال ایجادشده در بستر توسط والدین انتقال داده می‌شوند. بچه‌ها پس در ۷۲ ساعت بعد از تولد، تا زمانی که موفق به شنای آزاد شوند، به تعدادی از این گودال‌ها منتقل می‌شوند.
نام خاص این گونه به افتخار تکنسین انگلیسی آبزیان W. Thomas (متولد ۱۹۶۵)، نامگذاری شده‌است.